# Richmond Hill (Belice)
Richmond Hill fue un asentamiento menonita ubicado en el distrito de Orange Walk, en Belice, cercano a la ciudad de Orange Walk Town.

## Historia
Perteneciente a la orden de los Menonitas de la Vieja Colonia, fue fundado en 1960 por los menonitas de la zona de Peace River en Alberta, Canadá, dos años después de la creación en Belice de los asentamientos menonitas de Blue Creek, Shipyard y Spanish Lookout fueron fundadas. Las dificultades económicas llevaron al abandono del asentamiento en 1965.